# E.E.
E.E. (în poloneză E.E.) este un roman al scriitoarei poloneze Olga Tokarczuk. A apărut în 1995 la editura Państwowy Instytut Wydawniczy.